# دایسوکه هوشی
دایسوکه هوشی (انگلیسی: Daisuke Hoshi؛ زادهٔ ۱۰ دسامبر ۱۹۸۰) بازیکن فوتبال اهل ژاپن است.
از باشگاه‌هایی که در آن بازی کرده‌است می‌توان به باشگاه فوتبال یوکوهاما مارینوس، باشگاه فوتبال توکیو، و باشگاه ورزشی توچیگی اشاره کرد.